# フェイス音楽出版
フェイス音楽出版（フェイスおんがくしゅっぱん）は音楽制作、作曲家、アーティストのマネージメントなどを手がける音楽プロダクション。
主に映画、ドラマ、アニメ関連の音楽制作を行うほか、ゲーム音楽、ミュージカルやコンサート、イベント等の音楽に至るまで幅広く手がけている。
また、当社に所属している作曲家は、音楽シーンの最前線で活躍している。

## 主な音楽担当作品
テレビドラマ
- NHK朝の連続テレビ小説シリーズ
- NHK大河ドラマシリーズ
- 救命病棟24時
- のだめカンタービレ
- リング〜最終章〜
- ウォーターボーイズ
- anone

テレビアニメ
- 機動戦士ガンダムSEEDシリーズ
- THE ビッグオー
- プリキュアシリーズ
- BLUE DRAGON
- エレメントハンター
- 星のカービィ
- こちら葛飾区亀有公園前派出所
- 新幹線変形ロボ シンカリオン

劇場映画
- こちら葛飾区亀有公園前派出所 THE MOVIE
- HERO
- ALWAYS 三丁目の夕日
- 電車男
- 解夏
- That's カンニング! 史上最大の作戦?
- 寄生獣(日テレ×MOVIE 2014年 山崎貴監督)

実写特撮（TV・映画）
- 仮面ライダーシリーズ
- スーパー戦隊シリーズ
- 平成ウルトラマンシリーズ
- 平成ゴジラシリーズ
- 平成モスラシリーズ

## 主な所属アーティスト
- 宮川彬良
- 佐橋俊彦
- 服部隆之
- 渡辺俊幸
- 佐藤直紀
- 斎藤ネコ
- 上柴はじめ
- 朝川朋之
- 萩田光雄
- 三宅一徳
- 大橋恵
- 荻野清子

- 梁邦彦
- 松本圭司
- 江口信夫
- 旭純
- 鎌田ジョージ
- 村石有香
- 富田素弘
- 片山敦夫
- 坂本昌之
- 村田陽一